# پردوویه
پردوویه (به لاتین: Peredovoye) یک منطقهٔ مسکونی در روسیه است که در استان آمور واقع شده‌است.